# Keysher Fuller
Keysher Fuller Spence (ur. 12 lipca 1994 w Limónie) – kostarykański piłkarz grający na pozycji prawego obrońcy w klubie CS Cartaginés oraz reprezentacji Kostaryki.

## Kariera
Fuller jest wychowankiem Deportivo Saprissy. Całą swoją karierę spędził w Kostaryce. Później w swojej karierze grał w takich klubach jak: Uruguay de Coronado czy Municipal Grecia. Od 2018 występuje w CS Herediano. W 2018 wygrał Aperturę ligi kostarykańskiej. 
W reprezentacji Kostaryki zadebiutował 19 lutego 2019 w meczu ze Stanami Zjednoczonymi. Pierwszą bramkę zdobył 27 marca tego samego roku w starciu z Jamajką. Znalazł się w kadrze Kostaryki na Złoty Puchar CONCACAF 2019 i 2021.